# Rolf Knobel
Rolf Knobel (* 26. Februar 1963) ist ein Schweizer Schachspieler und Physiker.

## Schach
Am ersten Brett gewann Rolf Knobel das Finale der 12. Fernschach-Olympiade des Weltfernschachbundes ICCF, 2003 wurde ihm der Titel Fernschach-Grossmeister verliehen. Er ist Trainer von mehreren Junioren-Schweizermeistern des Schachklubs Zug und ist Mitglied des Stiftungsrates der Stiftung Zuger Jugendschach. Im Nahschach hat Knobel eine Elo-Zahl von 2260 (Stand: Juli 2016), er wird jedoch als inaktiv geführt, da er seit 1989 keine gewertete Partie mehr gespielt hat.

## Physik
Knobel arbeitet im Bereich Diagnostics als Entwicklungsingenieur.

## Veröffentlichungen

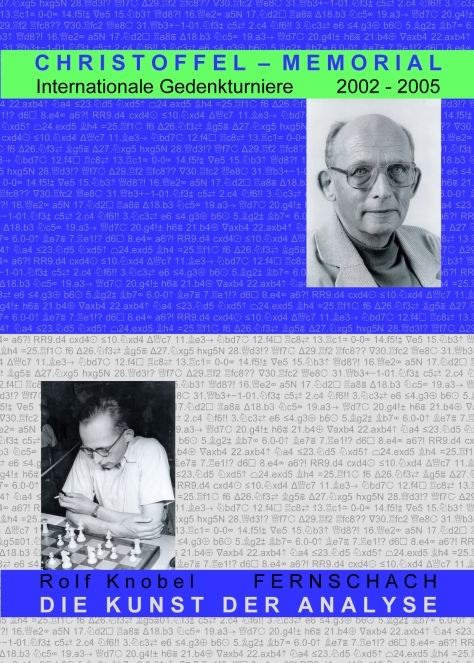
Die Kunst der Analyse (2005)

- Die Kunst der Analyse. Christoffel-Memorial, 2005.
- Who is the champion of the champions? (zusammen mit Fritz Baumbach und Robin Smith). Excelsior Verlag, Berlin 2008, S. 87, ISBN 978-3-935800-04-4.